# Roraimatyrann
Roraimatyrann (Myiophobus roraimae) är en fågel i familjen tyranner inom ordningen tättingar.

## Utseende och läte
Roraimatyrannen är en brunaktig liten tyrann med dubbla vingband. Kombination av brun ovansida, rostbruna vingband och svagt streckad gulaktig undersida skiljer den från andra arter i sitt utbredningsområde. Hanen har en rödorange fläck på hjässan som dock nästan alltid hålls dold. Bland de olika lätena hörs gnissel och snabba drillar.

## Utbredning och systematik
Roraimatyrannen har en udda spridd utbredning i utlöpare från östra Anderna, i tepuíer i norra Sydamerika och flera andra avlägsna bergskedjor. Den delas in i tre underarter med följande utbredning:
- Myiophobus roraimae roraimae – förekommer från sydöstra Colombia till östra Ecuador, södra Venezuela, västra Guyana och västra Brasilien
- Myiophobus roraimae sadiecoatsae – förekommer i tepuier i södra Venezuela (Bolívar och Amazonas)
- Myiophobus roraimae rufipennis – förekommer lokalt i sydöstra Peru (San Martín till Puno)

## Levnadssätt
Roraimatyrannen är en sällsynt fågel som hittas i bergsbelägna molnskogar, ofta på sandig jord.

## Status och hot
Arten har ett stort utbredningsområde och tros öka i antal. Internationella naturvårdsunionen IUCN listar den därför som livskraftig (LC).

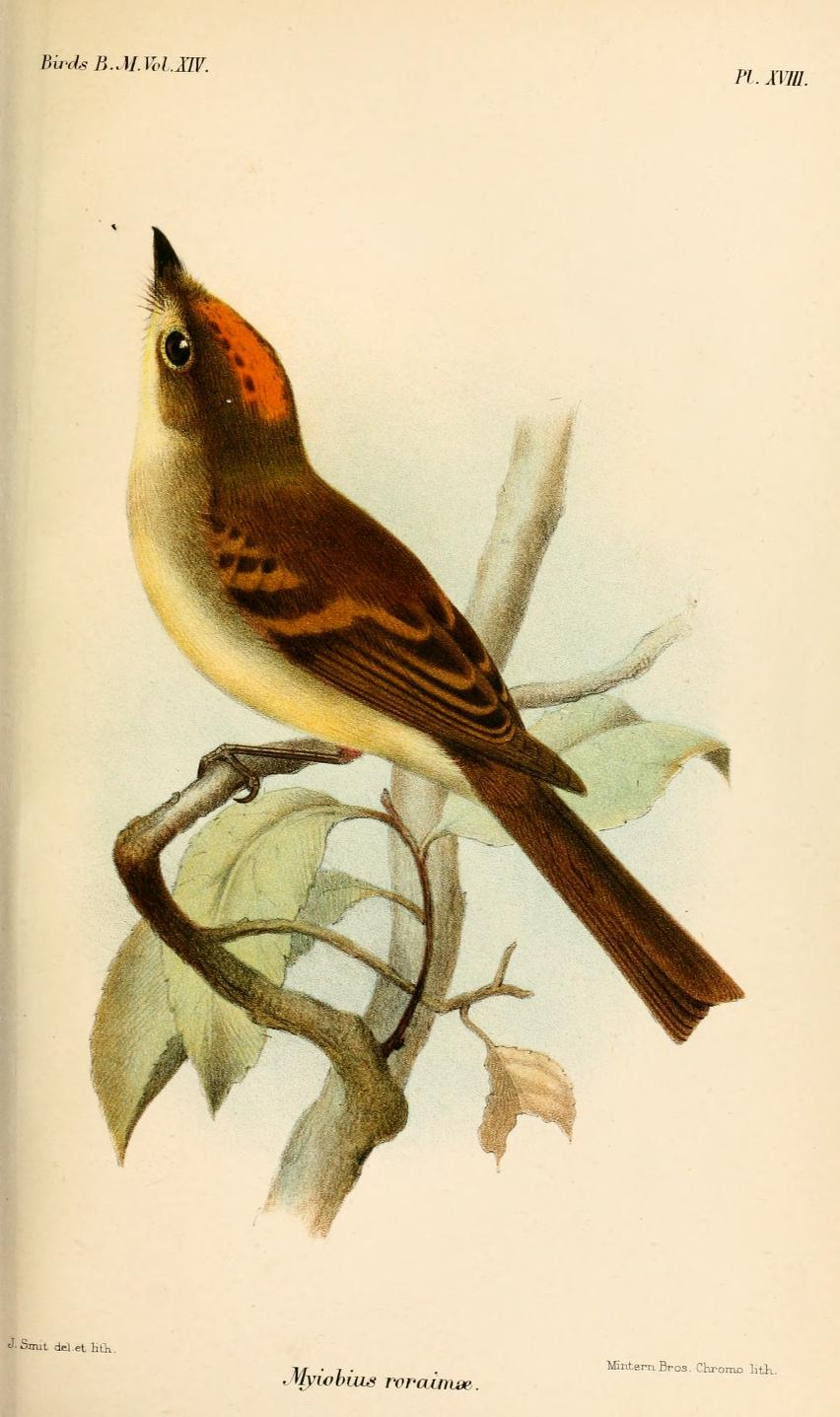